# Okamura-jima
Okamura-jima (japanisch 岡村島) ist eine Insel in der japanischen Seto-Inlandsee. 

## Geschichte
Während der Sengoku-Zeit dominierten die Murakami Kaizoku (村上海賊) die Geiyo-Inseln.
2005 wurde das die Insel Okamura-jima umfassende Dorf Sekizen (関前村) zusammen mit anderen mit der Stadt Imabari zusammengelegt.

## Geographie
Okamura-jima ist Teil der Geiyo-Inseln. Zusammen mit den beiden östlich gelegenen Inseln Koōgeshima und Ōgeshima bildet sie zudem die Sekizen-Inseln (関前諸島). Weitere bewohnte Nachbarinseln sind Ōsakikami-jima im Norden und Ōsakishimo-jima im Westen. Okamura-jima hat eine Fläche von 3,13 km² bei einem Umfang von 11,1 km. Die höchste Erhebung der Insel liegt zentral auf 215,5 m. Von dort erstreckt sich jeweils ein Kamm von über hundert Metern Länge in drei Richtungen. Die südlichste Landspitze der Insel ist das Kap Kannon (観音崎).
Okamura-jima gehört zum Verwaltungsgebiet der Stadt Imabari in der Präfektur Ehime.
Die Bevölkerung der Insel betrug 278 Einwohner im Jahr 2020. Damit ist sie stark rückläufig gegenüber einer Einwohnerzahl von 740 im Jahr 1995.
| Jahr          | 1995 | 2000 | 2010 | 2015 | 2020 |
| ------------- | ---- | ---- | ---- | ---- | ---- |
| Einwohnerzahl | 740  | 648  | 411  | 311  | 278  |

## Kultur und Sehenswürdigkeiten
Okamura-jima befindet sich innerhalb der Grenzen des Setonaikai-Nationalparks. Dieser wurde 1934 als einer der ersten Nationalparks Japans gegründet.
Am Kap Kannon im Süden der Insel befindet sich der Kannonzaki-Park (観音崎国立公園) und auf der Westseite der Landspitze der Norikoshi-Badestrand (乗越海水浴場). Etwas nördlich des Kaps befindet sich auf 126 m der Nagatani-Aussichtspunkt.
Die Shōgatsubana-Kofun (正月鼻古墳正月鼻古墳) im Shōgatsubana-Kofun-Park sind seit 1996 als historische Stätte auf Gemeindeebene ausgewiesen. Sie umfassen mehrere Grabhügel aus dem frühen 5. Jahrhundert. In zwei von ihnen wurden unter anderem menschliche Knochen, Produkte aus Tuffstein und Eisenschwerter ausgegraben.
Im Südosten der Insel befindet sich der Himekojima-Schrein (姫子隝神社), ein Shintō-Schrein, der angeblich im Jahr 779 erbaut wurde. Die Kami des Schreins sind Konohanasakuyahime und Ninigi-no-mikoto. Seinen heutigen Namen erhielt der Schrein im Jahr 1871. Jährlich im Februar, zu Beginn des Mondkalenders, findet das „Bogen-Gebet“ (弓祈祷) statt. Dabei werden, um für eine reiche Ernte zu beten und böse Geister zu vertreiben, Pfeile auf eine mit dem Wort „Oni“ beschriftete Zielscheibe geschossen. Die Zeremonie ist seit April 2000 in der Präfektur als immaterielles Kulturgut ausgewiesen. Am Abend des 22. und am 23. September findet zudem das jährliche Herbstfest statt. Dabei wird ein Mikoshi auf der ganzen Insel herumgetragen und Löwentänze in den Straßen aufgeführt.
Ein weiterer Shintō-Schrein auf der Insel ist der Guze-Kannon-Tempel (救世観音堂), der sich am Kap Kannon auf einem Berg (白石山) im Kannonzaki-Park befindet. Er wird alle 30 Jahre einmal geöffnet – das nächste Mal im Jahr 2042. Kannon ist ein weiblicher Bodhisattva.
Die materiellen Kulturgüter der Gemeinde umfassen den Kannon-Tempel und die „Historischen Dokumente des Dorfes Sekizen“ (関前村古文書), die am 30. Januar 1980 bzw. 1. August 1996 auf Gemeindeebene ausgewiesen wurden.

## Verkehr

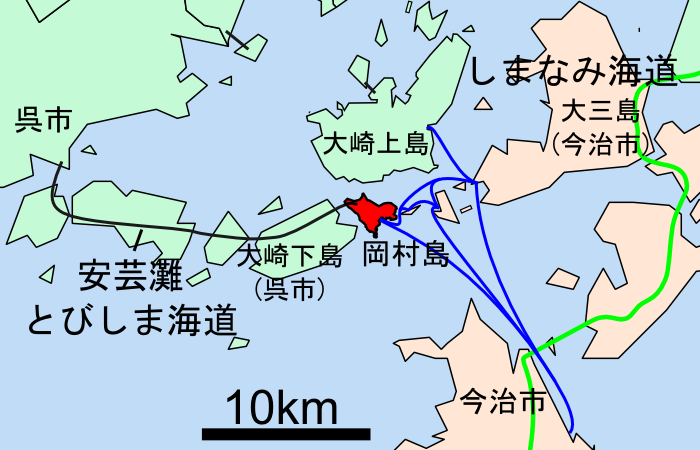
Verkehrsverbindungen mit Okamura-jima (rot): Akinada-Tobishima-Straße (schwarz) und Fährverbindungen (blau)

Auf der Insel selbst verläuft die Präfekturstraße 177. Okamura-jima ist über Brücken der Akinada-Tobishima-Straße nach Westen mit Kure auf der Hauptinsel Honshū verbunden. Die im Jahr 1998 eröffnete, 228 m lange Okamura-Brücke führt zunächst zur kleineren, unbewohnten Insel Nakanoshima und von dort die Nakanoseto-Brücke zur ebenso kleinen Insel Heira-jima. Dort verbindet die Heira-Brücke die Insel mit Ōsakishimo-jima, die über weitere Brücken mit Honshū verbunden ist.
Neben dieser Straßenverbindung bestehen nach Okamura-jima zudem vom Okamura-Hafen im Südosten der Insel aus Fährverbindungen zu den östlichen Nachbarinseln und Shikoku.

## Wirtschaft
Seit Mitte der Meiji-Zeit werden auf der Insel Zitrusfrüchte angepflanzt.